# George Brinton McClellan Harvey

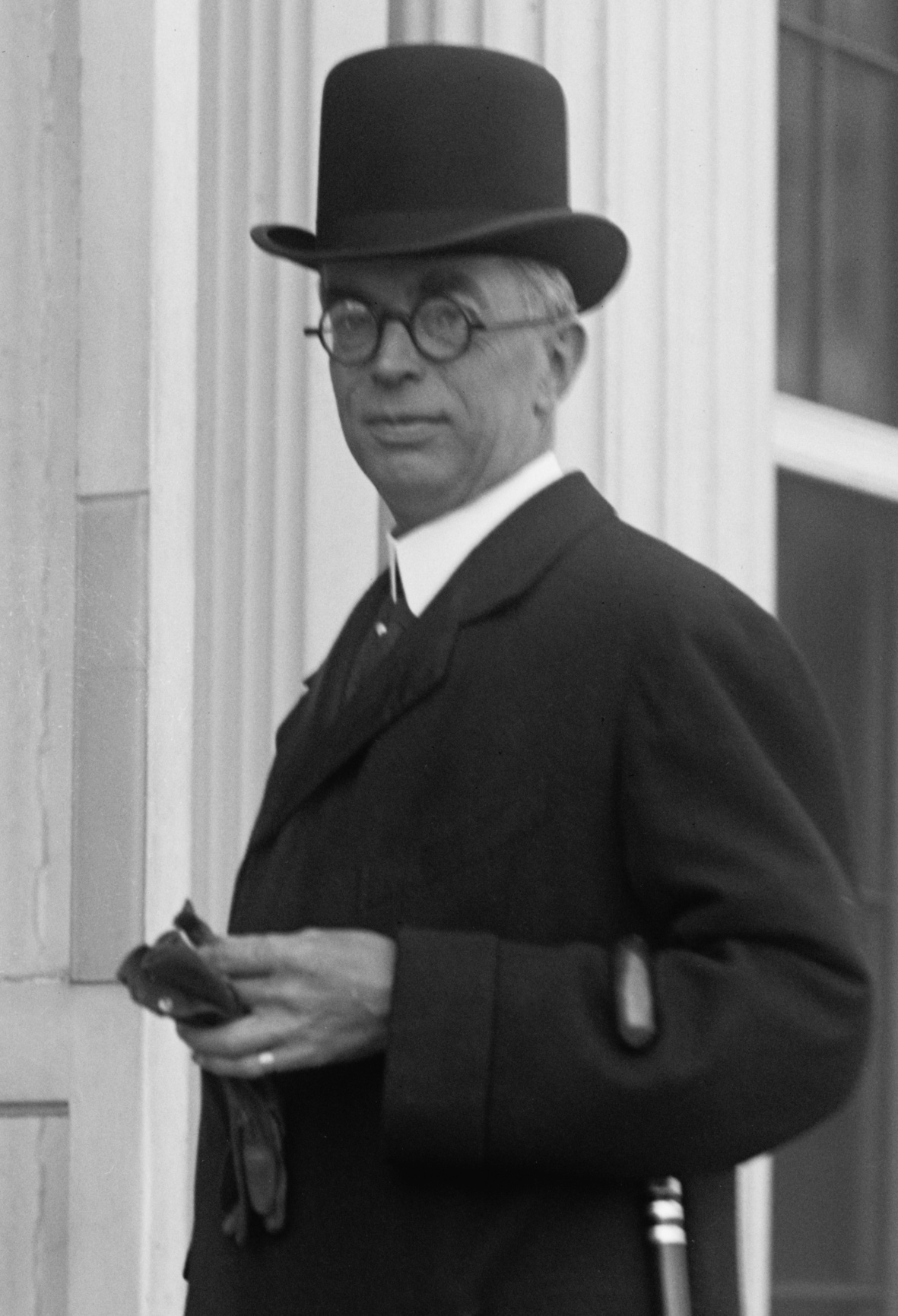
Harvey (1914)

George Brinton McClellan Harvey (* 16. Februar 1864 in Peacham, Vermont; † 20. August 1928 in Dublin), bekannt als Colonel George Harvey, war ein amerikanischer Journalist und Diplomat.
1899 erwarb er die Zeitschrift North American Review. 1901 übernahm er auch Harper’s Weekly, welche er bis 1913 herausgab. Er galt als Entdecker von Woodrow Wilson, dessen Kampagne er 1912 stark unterstützte. Später wandte er sich jedoch von ihm ab. Von 1921 bis 1923 war Harvey als Nachfolger von John W. Davis Botschafter der Vereinigten Staaten in Großbritannien.